# Söder om Folkungagatan
Söder om Folkungagatan är en svensk komediserie som hade premiär den 2 februari 2014 på Kanal 5 med bland annat Björn Gustafsson, Nour El Refai och Mattias Fransson i rollerna. Serien är en drift med hipsterkulturen.
Mikael Syrén har regisserat serien och även skrivit manus tillsammans med Brita Zackari, Kalle Zackari Wahlström och Johan Johansson.

## Rollista i urval

### Återkommande roller
- Björn Gustafsson – Gunnar
- Nour El Refai – Rebecka
- Mattias Fransson – Isak
- Lisa Henni – Cissi
- Kajsa Ernst
- Staffan Westerberg (berättare)

### Gästroller
- Marall Nasiri
- Henrik Schyffert
- Alexander Karim
- Josefin Crafoord
- Brita Zackari
- Jens Sjögren
- Markoolio

### Fotnoter
1. ↑  ”Hemma hos hipstern i ny komediserie”. Göteborgs Posten. Arkiverad från originalet den 25 januari 2014. https://web.archive.org/web/20140125202050/http://www.gp.se/kulturnoje/1.2252559-hemma-hos-hipstern-i-ny-komediserie. Läst 10 februari 2014.
2. ↑  ”Arkiverade kopian”. Arkiverad från originalet den 19 februari 2014. https://web.archive.org/web/20140219124610/http://www.resume.se/nyheter/tv/2013/12/19/kanal-5s-nya-hipsterserie/. Läst 10 februari 2014.